# Louise Marleau

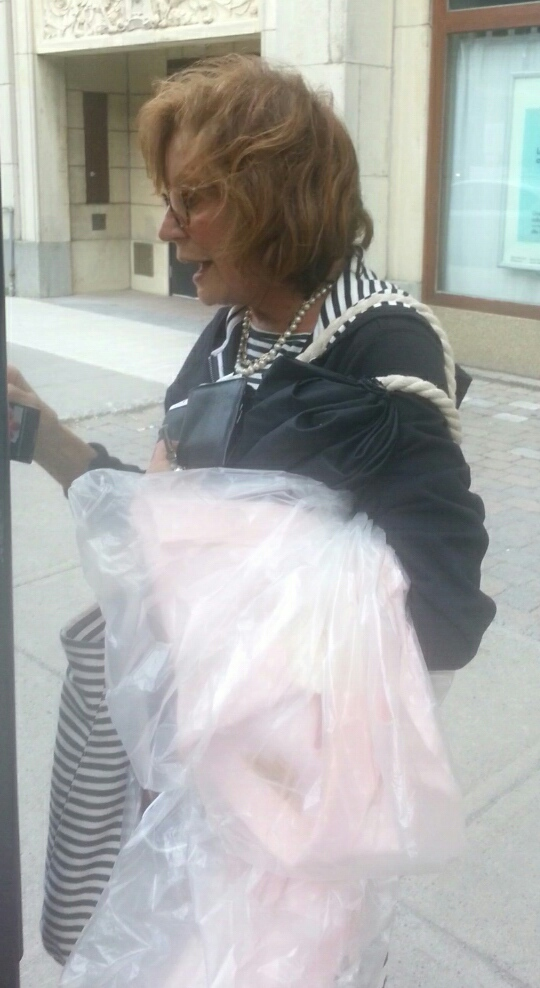
Louise Marleau

Louise Marleau (* 26. August 1944 in Montreal, Québec) ist eine kanadische Schauspielerin.

## Wirken
In ihrer Heimat seit 1968 mit der Rolle der Sylvie in Belle et Sébastien bekannt, erreichte sie ein weltweites Publikum als Heldin der Léa-Pool-Filme Anne Trister – Zwischenräume, Besinnungslos und Eine Frau im Hotel, wofür sie einen Genie Award gewann. 1973 spielte sie an der Seite von Jean Marais die Madame Dubarry in der Miniserie Cagliostro. In Deutschland ist sie vor allem als Heldin des französisch-deutschen Sechsteilers Das große Geheimnis, in dem sie die zentrale Hauptrolle der Jeanne Corbet mit europäischen Stars wie Claude Rich, Peter Sattmann, Claude Jade und Fernando Rey spielte, populär.

## Filmografie
- 1955: Beau temps, mauvais temps (Fernsehserie)
- 1957: Opération-mystère (Fernsehserie)
- 1960: La côte de sable (Fernsehserie)
- 1962: Le temps des lilas (Fernsehfilm)
- 1962: Shoestring Theatre (Fernsehserie)
- 1962: Antigone
- 1964: Geneviève (Kurzfilm)
- 1964: La fleur de l’âge, ou Les adolescentes
- 1964: Solange dans nos campagnes (Kurzfilm)
- 1966: YUL 871
- 1968: Les dossiers de l’agence O (Fernsehserie, eine Folge)
- 1968–1970: Belle und Sebastian (Belle et Sébastien, Fernsehserie)
- 1970: L’amour humain
- 1971: Au retour des oies blanches (Fernsehfilm)
- 1972: Le diable est parmi nous
- 1973: Témoignages (Fernsehserie, eine Folge)
- 1973–1974: Cagliostro (Joseph Balsamo, Miniserie, 3 Folgen)
- 1978: Lust auf Liebe (In Praise of Older Women)
- 1979: L’arrache-coeur
- 1980: Weg mit Schaden (Les bons débarras)
- 1980: Girls – Die kleinen Aufreißerinnen (Girls)
- 1980: Astaron – Brut des Schreckens (Contamination)
- 1981: Black Mirror
- 1984: Die Frau im Hotel (La femme de l’hôtel)
- 1984: Laurier (Miniserie)
- 1986: Anne Trister – Zwischenräume (Anne Trister)
- 1988: A corps perdu – Besinnungslos (À corps perdu)
- 1988: Die Waffen des Gesetzes (Street Legal, Fernsehserie, eine Folge)
- 1989: Sweet Machos
- 1989: Das große Geheimnis (Le grand secret, Miniserie, 6 Folgen)
- 1990: Rivalinnen (Une histoire inventée)
- 1990: Un autre homme
- 1991: Verdammt zur Einsamkeit (L’impure, Fernsehfilm)
- 1991: Les naufragés du Labrador (Fernsehfilm)
- 1992: The Dance Goes On
- 1992: Le mirage
- 1993: Scoop II (Fernsehserie, 6 Folgen)
- 1994: Jalna (Miniserie, 2 Folgen)
- 1994: Scoop III (Fernsehserie, 5 Folgen)
- 1995: Scoop IV (Fernsehserie, 4 Folgen)
- 1997: La comtesse de Bâton Rouge
- 1999: External Affairs
- 2000: Le pays dans la gorge (Fernsehfilm)
- 2000: Canada: A People’s History (Fernsehserie)
- 2001: Fortier (Fernsehserie, 4 Folgen)
- 2002: Bunker, le cirque (Fernsehserie, eine Folge)
- 2002: The Baroness and the Pig
- 2004: Le bleu du ciel (Fernsehserie)
- 2008: Les Lavigueur, la vraie histoire (Fernsehserie, 2 Folgen)
- 2008: Ce qu’il faut pour vivre
- 2008: Tout le monde en parle (Fernsehserie, eine Folge)
- 2010: Mirador (Fernsehserie, eine Folge)
- 2011: The Girl in the White Coat
- 2015: Mes ennemis